# Anna von Sachsen (1437–1512)

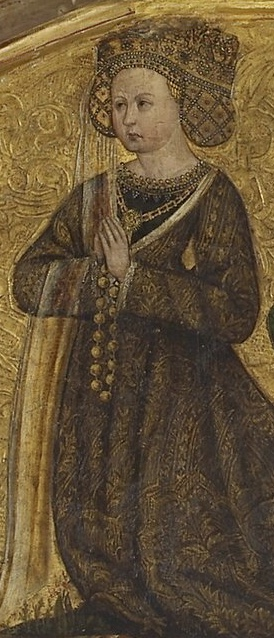
Anna von Sachsen, Prinzessin von Sachsen und Kurfürstin von Brandenburg (etwa 1484)

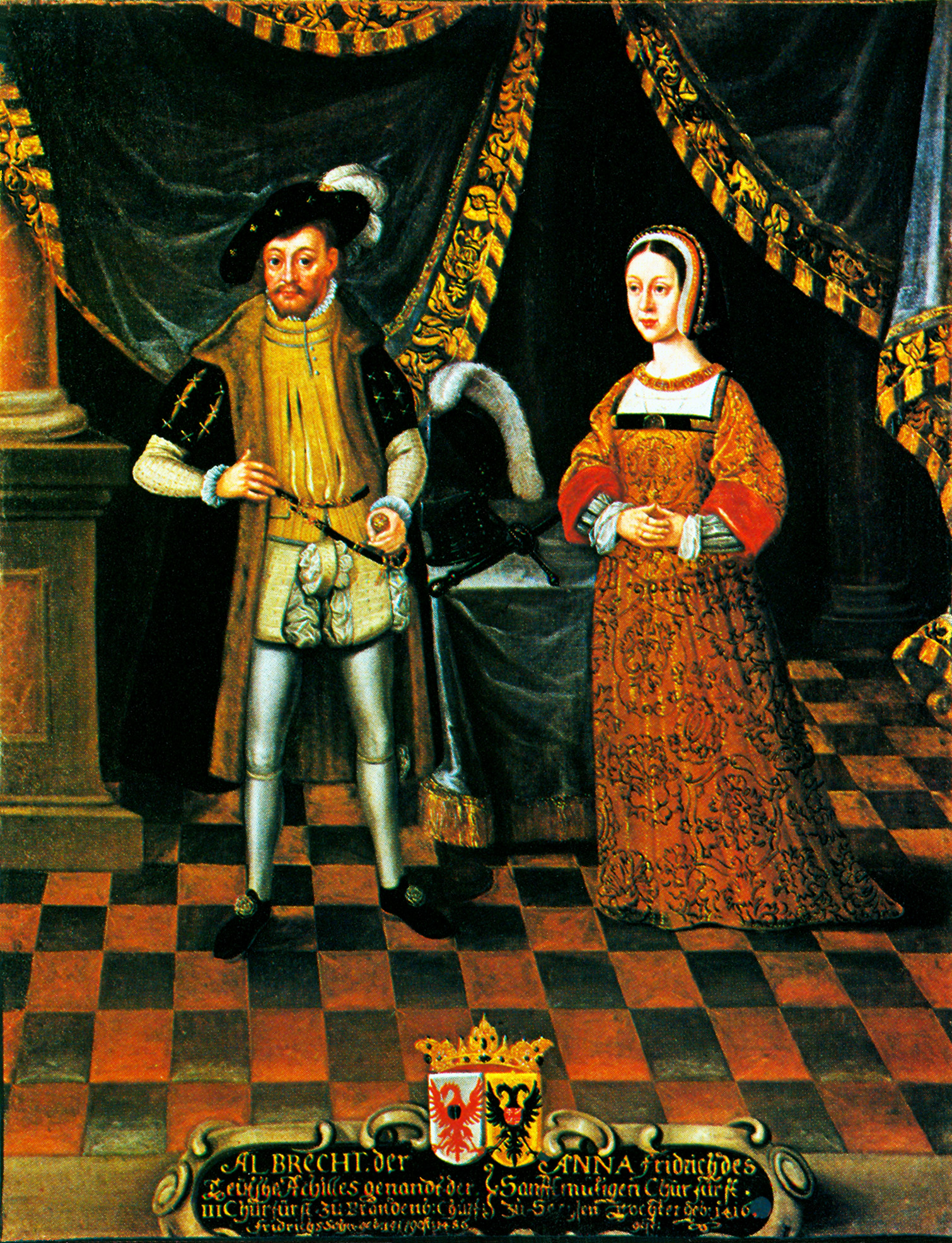
Anna von Sachsen mit ihrem Gemahl Albrecht Achilles, nicht zeitgenössisches Gemälde um 1625, Schloss Gripsholm

Anna von Sachsen (* 7. März 1437 in Meißen; † 31. Oktober 1512 in Neustadt an der Aisch) war eine Prinzessin von Sachsen und durch Heirat Kurfürstin von Brandenburg.

## Leben

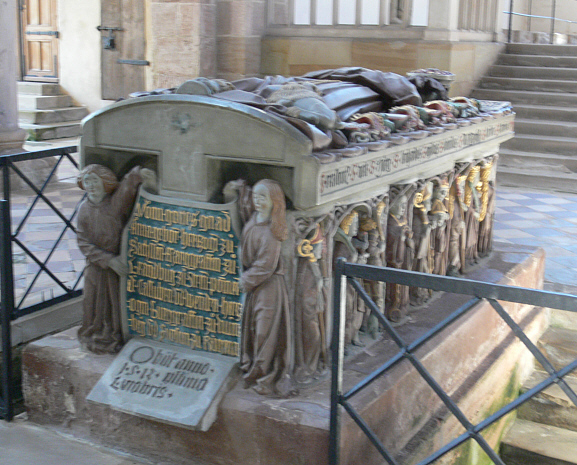
Grabmal im Münster Heilsbronn

Anna war eine Tochter des Kurfürsten Friedrich II. von Sachsen (1412–1464) aus dessen Ehe mit Margarete (1416/7–1486), Tochter des Herzogs Ernst von Österreich.
Anna heiratete am 12. November 1458 in Ansbach den nachmaligen Kurfürsten Albrecht von Brandenburg, genannt auch Albrecht Achilles (1414–1486). Um die Verbindung zwischen Wettinern und Hohenzollern noch enger zu knüpfen, waren im Ehekontrakt auch die Verbindung von Annas Bruder Albrecht, genannt der Beherzte mit Albrecht Achilles’ Tochter erster Ehe Ursula geplant, doch heirateten sowohl Albrecht als auch Ursula später Kinder des böhmischen Königs Georg von Podiebrad.
Als Wittum wurde für Anna Amt und Schloss Hoheneck, Leutershausen und Colmberg bestimmt. Anna wurde durch ihre Ehe Stiefmutter der vier Kinder erster Ehe Albrecht Achilles’ mit Margarete von Baden. Im Jahr 1470 wurde Albrecht Achilles, der bis dahin alle fränkischen Besitzungen der Hohenzollern innehatte, Kurfürst von Brandenburg. 1473 stimmte Anna dem Hausgesetz zu, welches die Mark Brandenburg unteilbar machte, die fränkischen Besitzungen aber unter mehreren Söhnen geteilt werden konnte, was bedeutete, dass Johann Cicero, Albrechts Sohn erster Ehe, Kurfürst von Brandenburg wurde, die beiden Söhne Annas aber die fränkischen Besitzungen erbten.
Albrecht Achilles bestimmte in seinem Testament, dass Anna Einnahmen und Wohnrecht in Neustadt an der Aisch, Erlangen, Dachsbach, Liebenow und Baiersdorf zustünden, die landesfürstliche Oberhoheit sollten allerdings die Söhne behalten. Anna überlebte ihren Mann um 26 Jahre und residierte, nachdem sie zunächst bei ihrem Sohn Friedrich in Ansbach gewohnt hatte, ab 1487 meist in Neustadt an der Aisch, das ihr ihr Bruder als Witwensitz zugewiesen hatte und wo sie in relativ üppiger Hofhaltung lebte. Anna wurde im Kloster Heilsbronn bestattet; die ca. 1502 errichtete Tumba ihres Grabmals ist noch erhalten.

## Nachkommen
Aus ihrer Ehe mit Albrecht hatte Anna dreizehn Kinder:
- Friedrich II. (1460–1536), Markgraf von Brandenburg-Ansbach, Markgraf von Brandenburg-Bayreuth

⚭ 1479 Prinzessin Sophie von Polen (1464–1512)
- Amalie (1461–1481)

⚭ 1478 Pfalzgraf Kaspar von Zweibrücken (1458–1527)
- Anna (*/† 1462)
- Barbara (1464–1515)

⚭ 1. 1472 Herzog Heinrich XI. von Glogau und Crossen (ca. 1430–1476)
⚭ 2. 1476 (gesch. 1500) König Vladislav II. von Böhmen (1456–1516)
- Albrecht (*/† 1466)
- Sibylle (1467–1524)

⚭ 1481 Herzog Wilhelm von Jülich-Berg (1455–1511)
- Siegmund (1468–1495), Markgraf von Brandenburg-Kulmbach
- Albrecht (*/† 1470)
- Dorothea (1471–1520), Äbtissin in Bamberg
- Georg (1472–1476)
- Elisabeth (1474–1507)

⚭ 1491 Graf Hermann VIII. von Henneberg-Aschach (1470–1535)
- Magdalene (1476–1480)
- Anastasia (1478–1534)

⚭ 1500 Graf Wilhelm VII. von Henneberg-Schleusingen (1478–1559)

## Vorfahren
| Ahnentafel Anna von Sachsen | Ahnentafel Anna von Sachsen                                                                          | Ahnentafel Anna von Sachsen                                                                          | Ahnentafel Anna von Sachsen                                                                          | Ahnentafel Anna von Sachsen                                                                          | Ahnentafel Anna von Sachsen                                                         | Ahnentafel Anna von Sachsen                                                       | Ahnentafel Anna von Sachsen                                                       | Ahnentafel Anna von Sachsen                                                       |
| --------------------------- | --- | --- | --- | --- | ----------------------------------------------------------------------------------- | --------------------------------------------------------------------------------- | --------------------------------------------------------------------------------- | --------------------------------------------------------------------------------- |
| Ururgroßeltern              | Markgraf Friedrich II. (1310–1349) ⚭ 1328 Mathilde von Bayern (1313–1346)                            | Heinrich VIII. von Henneberg-Schleusingen Jutta von Brandenburg                                      | Herzog Magnus II. (1324–1373) Katharina von Anhalt-Bernburg                                          | Wartislaw VI. (1345–1394) ⚭ 1363 Anna von Mecklenburg-Stargard                                       | Herzog Albrecht II. von Österreich (1298–1358) ⚭ 1324 Johanna von Pfirt (1300–1351) | Bernabò Visconti (1323–1385) ⚭ 1350 Beatrice della Scala (–1384)                  | ?                                                                                 | Algirdas (1296–1377) ⚭ um 1350 Juliana Aleksandrovna Tverskaja (~1330–~1392)      |
| Urgroßeltern                | Markgraf Friedrich III. (1332–1381) ⚭ 1346 Katharina von Henneberg (1334–1397)                       | Markgraf Friedrich III. (1332–1381) ⚭ 1346 Katharina von Henneberg (1334–1397)                       | Herzog Heinrich I. zu Braunschweig-Lüneburg (1355–1416) Sophie von Pommern (1370–1406)               | Herzog Heinrich I. zu Braunschweig-Lüneburg (1355–1416) Sophie von Pommern (1370–1406)               | Herzog Leopold III. (1351–1386) ⚭ 1365 Viridis Visconti von Mailand (1350–1414)     | Herzog Leopold III. (1351–1386) ⚭ 1365 Viridis Visconti von Mailand (1350–1414)   | Ziemowit IV. Alexandra von Litauen                                                | Ziemowit IV. Alexandra von Litauen                                                |
| Großeltern                  | Kurfürst Friedrich I. von Sachsen (1370–1428) ⚭ 1402 Katharina von Braunschweig-Lüneburg (1395–1442) | Kurfürst Friedrich I. von Sachsen (1370–1428) ⚭ 1402 Katharina von Braunschweig-Lüneburg (1395–1442) | Kurfürst Friedrich I. von Sachsen (1370–1428) ⚭ 1402 Katharina von Braunschweig-Lüneburg (1395–1442) | Kurfürst Friedrich I. von Sachsen (1370–1428) ⚭ 1402 Katharina von Braunschweig-Lüneburg (1395–1442) | Herzog Ernst der Eiserne (1377–1424) ⚭ 1412 Cimburgis von Masowien (1394/97–1429)   | Herzog Ernst der Eiserne (1377–1424) ⚭ 1412 Cimburgis von Masowien (1394/97–1429) | Herzog Ernst der Eiserne (1377–1424) ⚭ 1412 Cimburgis von Masowien (1394/97–1429) | Herzog Ernst der Eiserne (1377–1424) ⚭ 1412 Cimburgis von Masowien (1394/97–1429) |
| Eltern                      | Kurfürst Friedrich II. (1412–1464) ⚭ 1431 Margaretha von Österreich (1416–1486)                      | Kurfürst Friedrich II. (1412–1464) ⚭ 1431 Margaretha von Österreich (1416–1486)                      | Kurfürst Friedrich II. (1412–1464) ⚭ 1431 Margaretha von Österreich (1416–1486)                      | Kurfürst Friedrich II. (1412–1464) ⚭ 1431 Margaretha von Österreich (1416–1486)                      | Kurfürst Friedrich II. (1412–1464) ⚭ 1431 Margaretha von Österreich (1416–1486)     | Kurfürst Friedrich II. (1412–1464) ⚭ 1431 Margaretha von Österreich (1416–1486)   | Kurfürst Friedrich II. (1412–1464) ⚭ 1431 Margaretha von Österreich (1416–1486)   | Kurfürst Friedrich II. (1412–1464) ⚭ 1431 Margaretha von Österreich (1416–1486)   |
| Anna von Sachsen            | | | | |                                                                                     |                                                                                   |                                                                                   |                                                                                   |